# Шірджу-Пошт
Шірджу-Пошт (перс. شیرجوپشت) — дегестан в Ірані, у бахші Рудбоне, в шагрестані Ляхіджан остану Ґілян. За даними перепису 2006 року, його населення становило 15716 осіб, які проживали у складі 4711 сімей.

## Населені пункти
До складу дегестану входять такі населені пункти:
- Амірабад
- Арбастан
- Арбу-Колає
- Бала-Махале-Насер-Кіядег
- Бала-Рудпошт
- Барку-Сара
- Бейн-Калає
- Ґавіє
- Дег-Бане
- Джір-Баґ
- Іван-Естахр
- Качелам
- Курандег
- Мір-Дар'ясар
- Міян-Махале-Чаф-Ґавіє
- Мотаалек-Махале-Арбастан
- Насер-Кіяде-Міян-Махале
- Новшар
- Паїн-Махале-Насер-Кіядег
- Сараджар
- Сахархіз-Махале
- Сеєд-Махале
- Сейкаль-Боне
- Ті-Ті-Парізад
- Фашу-Поште
- Хасаналі-Дег
- Хасан-Бекандег
- Шірджу-Пошт-е-Бала
- Шірджу-Пошт-е-Паїн